# Зепкоска базилика
Зепкоската базилика, носеща според традицията името „Свети Никола“ (на гръцки: Παλαιοχριστιανική Βασιλική Ζέπκου) е археологически обект край село Олимпиада на Халкидическия полуостров. Базиликата е разположена южно от Олимпиада, на средата на пътя към Стратони в местността Зепко. Махиал Карциотис е първият учен проучил обекта. Базиликата е разчистена и обозначена. В олтара има малко светилище, посветено на света Марина.
В 1981 година базиликата е обявена за защитен паметник на културата.